# Alainen-Karkjärvi
Alainen-Karkjärvi är en sjö i kommunen Kuhmois i landskapet Mellersta Finland i Finland. Sjön ligger 89,7 meter över havet. Den är 19 meter djup. Arean är 93 hektar och strandlinjen är 6,7 kilometer lång. Sjön  ingår i Kymmene älvs huvudavrinningsområde.   Den ligger omkring 80 kilometer söder om Jyväskylä och omkring 150 kilometer norr om Helsingfors. 
I sjön finns öarna Ravilansaari, Ukonsaari och Oinassaari. Öster om Alainen-Karkjärvi ligger Kuhmois. 